# Réforme constitutionnelle nicaraguayenne de 2024
Lire en ligne

Texte de la réforme

La réforme constitutionnelle nicaraguayenne de 2024 est adoptée par l'Assemblée nationale, le parlement monocaméral du Nicaragua, le 22 novembre 2024 et ratifiée par ce même parlement le 30 janvier 2025. Elle vient modifier la Constitution du Nicaragua, la neuvième dans l'histoire du pays, en vigueur depuis le 1er janvier 1987. 
La révision accroît les pouvoirs du chef de l'État, en particulier du couple présidentiel actuel, Daniel Ortega et Rosario Murillo, qui deviennent co-présidents, et remet en cause la séparation des pouvoirs et le pluralisme. Le texte est contesté notamment par l'opposition en exil.

## Contexte

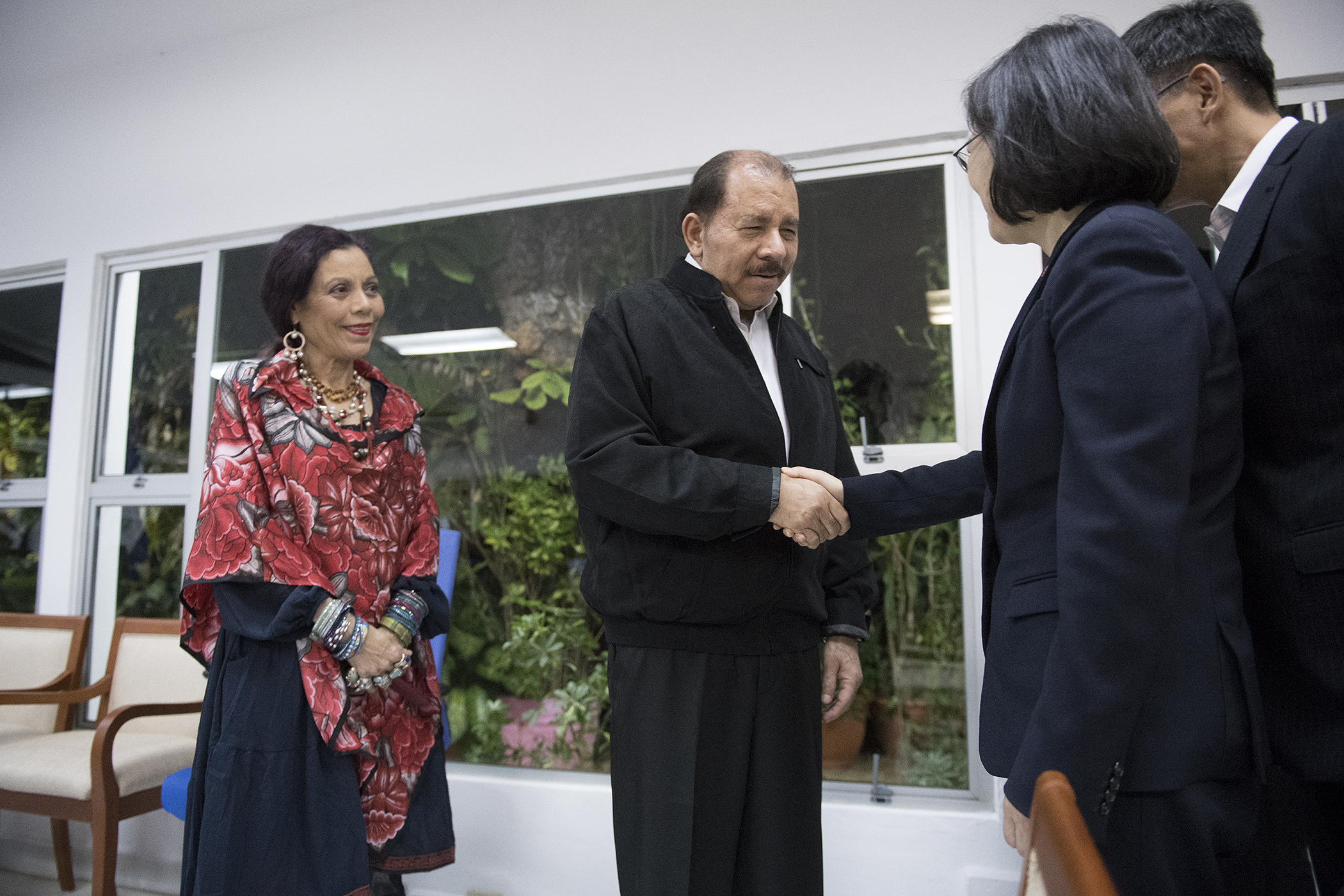
Le président Daniel Ortega et la vice-présidente Rosario Murillo rencontrant, en 2017, la présidente taïwanaise Tsai Ing-wen.

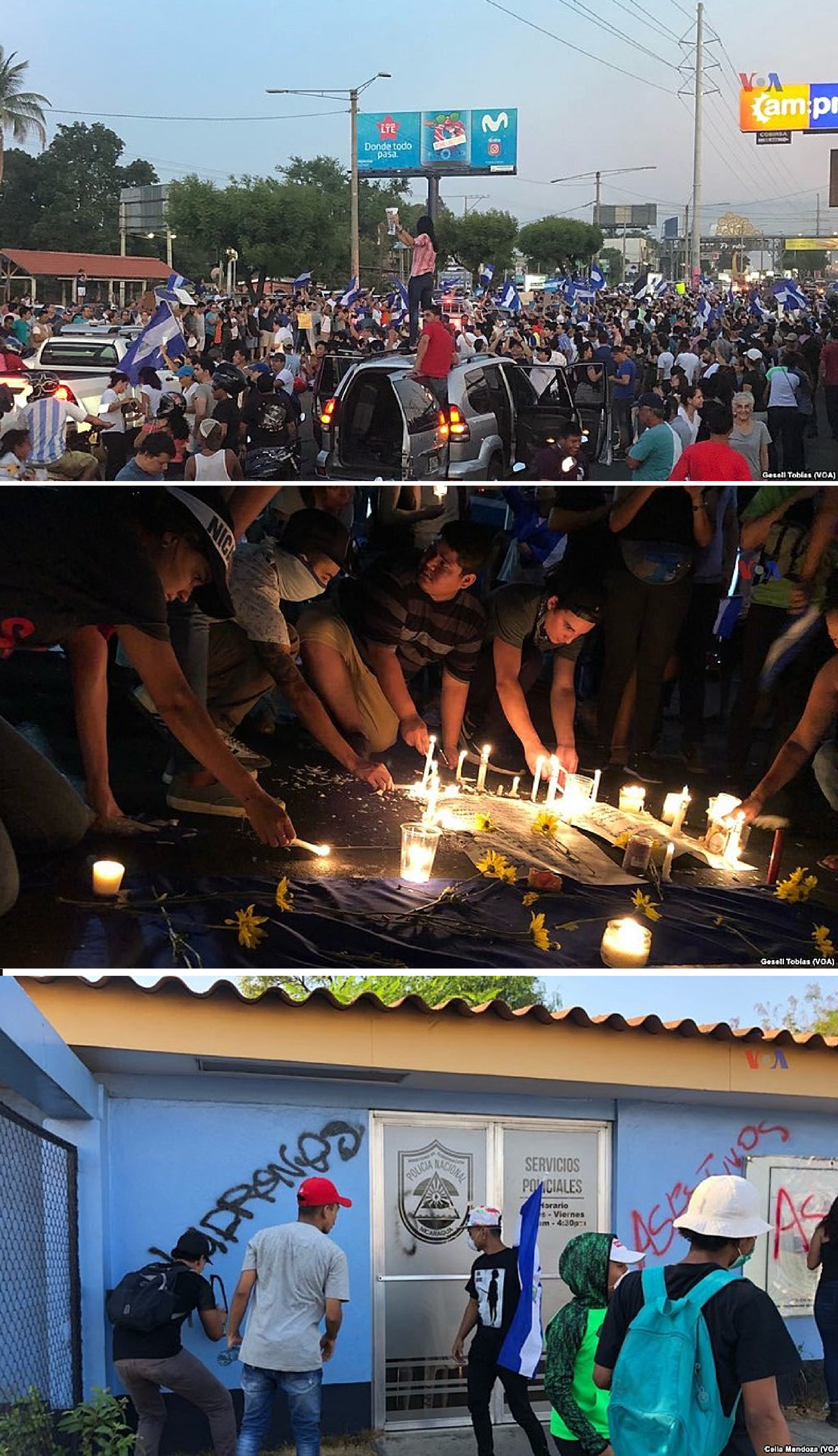
Manifestations en 2018 au Nicaragua. De haut en bas : un rassemblement dans les rues de Managua ; des manifestants rendant hommage aux victimes de la répression ; des militants taguant un poste de police.

La Constitution du Nicaragua est adoptée en 1987, puis révisée une première fois en 1995. Le pays est dirigé durant les années 1980 par l'ancien guérilléro Daniel Ortega, qui revient au pouvoir en 2007. Au cours de sa présidence, il fait réformer plusieurs fois la Constitution, une douzaine au total. Toutes ces réformes vont dans le sens d'un accroissement de son pouvoir en tant que président de la République. Il supprime notamment la limitation du nombre de mandats présidentiels. Il associe également sa femme, Rosario Murillo, à son pouvoir, la nommant vice-présidente en 2017. Daniel Ortega est largement accusé, notamment par les États-Unis, les pays européens et latino-américains, d'avoir mis en place une dictature au Nicaragua. 
En 2018 et 2019, une série de manifestations antigouvernementales a lieu, protestant notamment contre l'autoritarisme du pouvoir. Elles sont violemment réprimées par les autorités nicaraguayennes. La répression cause au moins 320 morts et des milliers de Nicaraguayens, dont des journalistes critiques du pouvoir, s'exilent à l'étranger ou sont déchus de leur nationalité. En parallèle, le président se radicalise et renforce son pouvoir.

## Processus d'adoption
Le 20 novembre 2024, le président du Nicaragua présente son projet de réforme constitutionnelle devant le Parlement nicaraguayen, l'Assemblée nationale. Le Front sandiniste de libération nationale, parti du président, dispose alors d'une très large majorité. Le texte doit être voté sans délai et les médias d'État déclarent que « des travaux sont en cours en vue d'une adoption rapide ». 
Plusieurs organisations condamnent la volonté du pouvoir de faire passer un tel texte. Le secrétaire général de l'Organisation des États américains, Luis Almagro, exprime son inquiétude dans un communiqué, expliquant que le « projet de « réforme » est illégitime dans sa forme et son contenu. Il constitue simplement une forme aberrante d’institutionnalisation de la dictature matrimoniale dans le pays d’Amérique centrale, et une attaque ultime contre l'État de droit démocratique ». L'Alliance universitaire nicaraguayenne, organisation réunissant des réfugiés à l'étranger, critique également le projet de réforme comme étant antidémocratique.
Le 22 novembre, le Parlement se prononce en faveur du projet constitutionnel, « à l'unanimité ». Le texte doit encore passer par un nouvel examen parlementaire afin de le ratifier officiellement, en janvier 2025. Le Parlement, réuni à partir du 28 janvier, approuve la réforme constitutionnelle le 30 janvier,,.

## Contenu de la réforme
La réforme constitutionnelle vise à modifier plusieurs dispositions de la Constitution, dans divers domaines.

Drapeau du Front sandiniste de libération nationale.

### Statut et emblèmes de l'État
La réforme constitutionnelle modifie le statut de la république du Nicaragua, qui devient officiellement « un État « révolutionnaire » et « socialiste » ». Le pays adopte également pour symboles officiels les emblèmes du Front sandiniste de libération nationale, l'ancien groupe de guérilla ayant libéré le pays de la famille Somoza. Ces emblèmes incluent le drapeau rouge et noir.

### Présidence de la République
La présidence de la république du Nicaragua voit ses pouvoirs élargis par cette réforme. Elle bénéficie désormais du contrôle sur « les organes législatif, judiciaire, électoral » et dirige également les collectivités territoriales régionales et municipales. Le texte remet directement en cause la séparation des pouvoirs ; la Constitution garantissait jusque là l'indépendance de ces organes,. 
De plus, la durée du mandat présidentiel est passée de cinq à six ans. Surtout, le texte institue une nouvelle fonction, celle de coprésidente ; le texte est rédigé comme suit : « la présidence de la République est composée d'un coprésident et d'une coprésidente ». Elle sera occupée par Rosario Murillo, compagne du président Ortega, déjà vice-présidente depuis 2017. La formulation du texte garantit au couple présidentiel de rester au pouvoir. Selon l'analyste Manuel Orozco, « la réforme officialise la garantie de succession présidentielle » en faisant du fils du couple présidentiel, Laureano Ortega, leur successeur naturel. Celui-ci est pressenti pour être nommé vice-président de la République.

### Autres dispositions
La réforme prévoit la création d'une « police volontaire », composée de personnes issues de la société civile, pour seconder la police officielle du pays. En 2018 et 2019, des hommes armés n'appartenant pas à la police étaient déjà intervenus pour réprimer les manifestations.
Une des dispositions s'en prend également aux médias étrangers, accusés de propager de fausses informations. Les médias diffusant au Nicaragua ont désormais interdiction d'être « soumis à des intérêts étrangers » et l'État souhaite s'assurer qu'ils « ne diffusent pas de fausses nouvelles ». 
La réforme constitutionnelle vise aussi les opposants au régime, prévoyant notamment que « les traîtres à la patrie perdent la nationalité nicaraguayenne ».

## Analyse
Le texte est largement considéré comme une atteinte à la démocratie. Selon l'avocat et militant pour les droits humains Salvador Marenco, la réforme constitutionnelle met un terme à la fois à la séparation des pouvoirs, au pluralisme politique et au multipartisme. Dora María Téllez affirme que la nouvelle version de la Constitution vient valider la « dictature de facto » en cours au Nicaragua, qui est « désormais [inscrite] dans la Constitution ».